# Rexrodt
Rexrodt ist ein deutscher Familienname. Die Namensträger entstammen einer hessisch-thüringischen Familie. Die Schreibweise des Namens ist auch: Rexroth, Rexrode, Reckrodt, Rixrath.

## Herkunft
Der Name leitet sich von einem Ortsnamen bei Schwebda/Werra ab, der 1337 mit Reystras bzw. Reystrade bezeichnet wurde (siehe Reckrodt) und im 15. Jahrhundert Rexraide (= Rexrode) hieß. Der Name ist in den ortsnahen Flurbezeichnungen "Rexrode" und Rexerode/Rexerodt" erhalten geblieben. Oberhalb von Rexrode befindet sich eine jüngere Siedlungsstätte, die sich in den Flurnamen Rex-Rod bzw. das rexrots erhalten hat.
Nach Karl Rexrodt ist der Ort bei Schwebda „Gründungsstätte der Ritterfamilie Reckrodt, aus der die Familie Rexrodt hervorgegangen ist“: Bei Schwebda besaß ein Ritter von Reckrodt, der das Amt Rotenburg/Fulda innehatte und sich auch Ritter von Rotenburg nannte, zusammen mit einer Eschweger Bürgerin ein jährliches Gefälle. Dieses schenkten sie 1337 dem Kloster Heydau (Landau`s Wüste Ortschaften).

## Verbreitung
Während die adlige Familie von Reckrodt bereits 1253 in einer Urkunde Erwähnung fand, lässt sich die bürgerliche Familie erst ab 1449 mit Ditmar Rexrode, dieser in Eschwege/Werra, nachweisen. In Eschwege stellte die Familie Ratsmitglieder, Augustiner und Waffenschmiede.
Am zahlreichsten trat die Familie ab ca. 1480 als Bürgermeister, Ratsverwandte und Kirchenälteste in Wanfried/Werra auf.
Der Familienzweig, der sich Rexroth nennt (Erbach-Michelstädter Linie), beginnt 1645 in Erbach/Odenwald mit dem Schmiedemeister Johann Barthel Rexerod, und stammt von der Wanfrieder Familie ab.
Viele Rexrodt sind ausgewandert, insbesondere nachweislich der Bremer und Hamburger Passagierlisten überwiegend nach Amerika, und schreiben sich dort Reckrodt, Reckrod, Rexrode, Rexroat und de Rixrath bzw. Rixrath (Argentinien).

## Namensträger
- Annette Rexrodt von Fircks (1961–2024), deutsche Autorin, Dolmetscherin und Übersetzerin
- Günter Rexrodt (1941–2004), deutscher Politiker (FDP), MdB
- Wilhelm Rexrodt (1895–1969), deutscher Politiker (DDP, LDPD)

## Wappen
Das in der bürgerlichen Familie Rexrodt verbreitet vorhandene Wappen, das die Eschweger Familie führte, ist im Wesentlichen dasselbe wie das der Ritterfamilie von Reckrodt. Im Aufschwörungsbuch der adligen St. Kilians-Brüder des Domstifts Würzburg, Blatt 25, ist das Wappen erhalten.